# Beinpresse

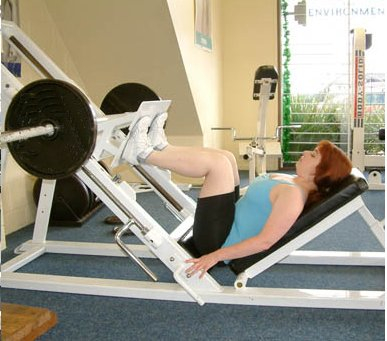
Frau an einer 45°-Beinpresse

Eine Beinpresse ist ein Fitnessgerät, mit dem sich durch Beugen und Strecken von Hüft- und Kniegelenk vor allem die Gesäß- (Musculus gluteus maximus) und die Beinmuskulatur (Musculus quadriceps femoris) trainieren lassen. Weitere Belastungsverlagerungen lassen sich durch unterschiedliche Beinstellungen erreichen. Eine weite Beinstellung verlagert die Muskelkontraktion in Richtung der Oberschenkelinnenseite (Adduktoren). Wichtig und unbedingt zu beachten bei Nutzung des Gerätes ist, dass die Füße keine Stellung nach innen haben, sondern stets nach außen zeigen.

## Arten
Es gibt verschiedene Arten von Beinpressen:
Die 45°-Beinpresse besteht aus einem Wagen, der mit Gewichtsscheiben beladen werden kann und auf einer um 45° geneigten Bahn gleitet. Am unteren Ende des Wagens ist eine Trittplatte befestigt. In der oberen Position kann der Wagen mit einem Hebel festgestellt werden. An der Trittplatte wirkt die Hangabtriebskraft (siehe „schiefe Ebene“) FGH nach {\displaystyle F_{\text{GH}}={F_{G}\cdot \sin {\alpha }}} (FG (auch G)=Gewichtskraft, α=Neigungswinkel), was bei der 45°-Presse etwa 71 % des Gesamtgewichts des Wagens entspricht. Wiegt der Wagen beispielsweise 30 kg und legt man dazu noch 70 kg auf, so wirken zirka 71 kg auf die Trittplatte.
Die horizontale Beinpresse: Der Benutzer sitzt aufrecht und drückt eine an einem Hebel befestigte Trittplatte horizontal von sich weg oder die Trittplatte ist starr und der Sitz gleitet auf einer horizontalen oder nur leicht geneigten Bahn und der Benutzer drückt sich mittels Beinkraft von der Trittplatte weg. Das Gewicht ist hierbei meist als Steckgewichtsschlitten ausgeführt und dessen Zugkraft wird per Seilzug, Gurt oder Flachriemen auf die Trittplatte oder den Sitz übertragen. Das Übersetzungsverhältnis ist hierbei meistens 1:1, so, dass die Kraft an der Trittplatte dem abgesteckten Gewicht entspricht.

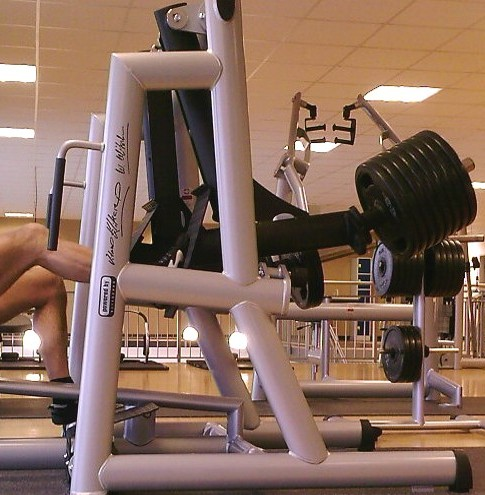
Pendelbeinpresse

Die duale Pendelbeinpresse: Die Gewichtsscheiben werden auf zwei Pendel aufgesteckt, die mittels zweier Pedale ausgelenkt werden. Dies ermöglicht getrenntes Trainieren des linken und rechten Beins. Die Gegenkraft erhöht sich hierbei mit zunehmender Auslenkung des Pendels, so dass bei gestrecktem Bein eine deutlich höhere Kraft wirkt als bei angewinkeltem Bein. Dadurch wird der Kraftverlauf besser an die Bewegung angepasst als bei herkömmlichen Beinpressen, die mit einer konstanten Gegenkraft arbeiten.
Die Beinpresse (oftmals 45–60°) ist wegen der geführten Bewegung für Anfänger geeignet. Weil sich durch die Stabilisierung des Rumpfes sehr hohe Lasten bewegen lassen (im Vergleich zur ähnlichen, aber frei ausgeführten Kniebeuge), benutzen auch Fortgeschrittene und Leistungssportler das Gerät.

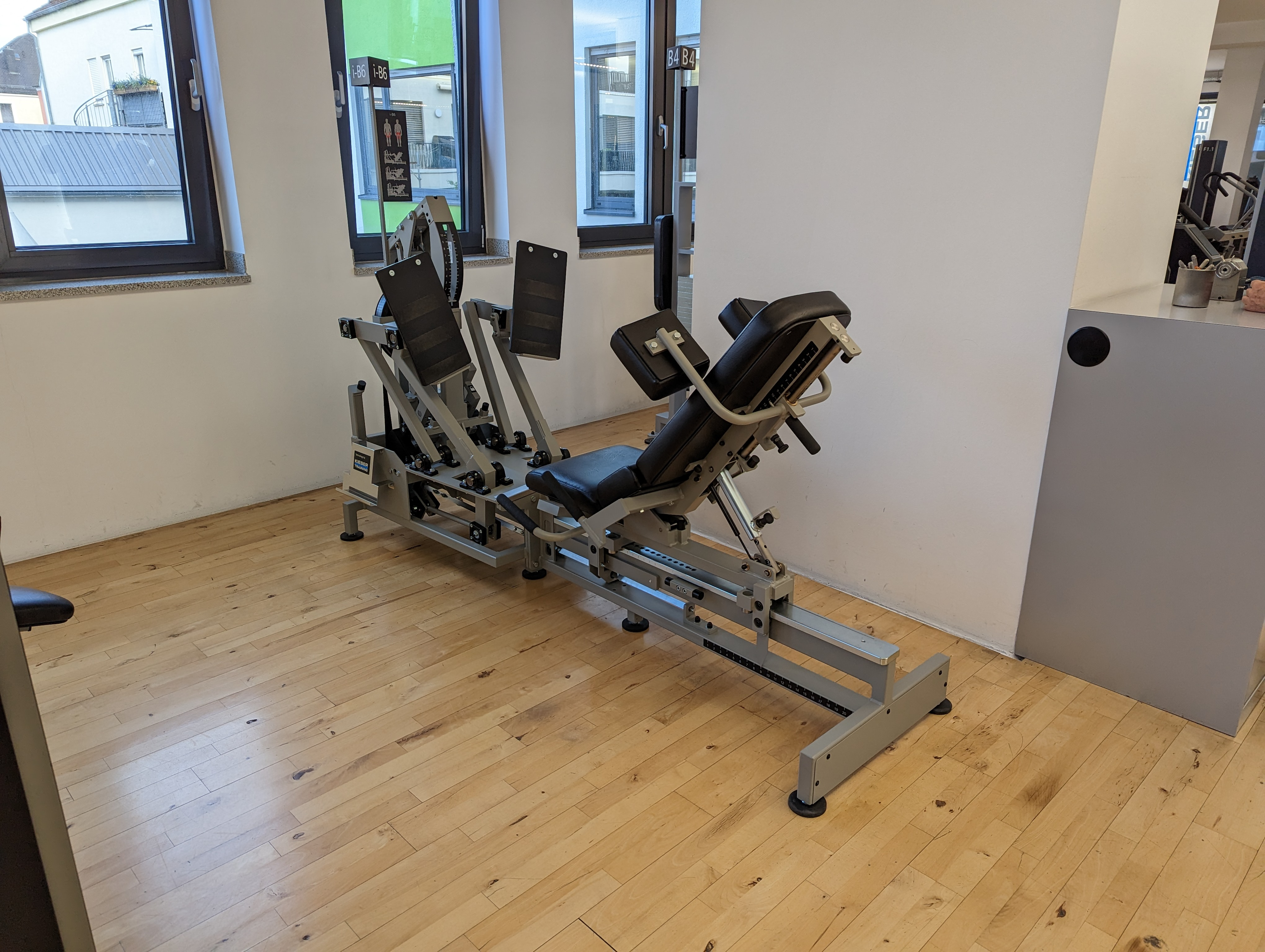
Infimetrische Beinpresse

Die infimetrische Beinpresse kommt ohne Gewichtsblöcke aus. Stattdessen wird der Widerstand durch den Trainierenden selbst erzeugt.